# 가노 미치히코

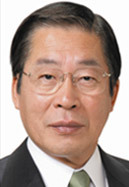

가노 미치히코(일본어: 鹿野道彦, 1942년 1월 24일~2021년 10월 21일)는 일본의 정치인 가문 · 정치인이다. 

## 생애
1942년 1월 24일 태어났고, 민주당 소속 전 중의원 의원이다. 농림수산대신, 총무청장관 등을 역임했다.
이전에는 중의원 운수 위원장, 신당 미라이 (新党みらい) 대표, 국민의 소리 (国民の声) 대표, 민정당 간사장, 민주당 부대표, 중의원 예산 위원장 등을 지냈다. 2021년 10월 21일 별세했다.